# Monkonosaurus lawulacus
Monkonosaurus (“lagarto de Monko”) es la única especie conocida del género dudoso extinto de dinosaurio tireóforo estegosáurido, que vivió a finales del período Jurásico, hace aproximadamente 150 millones de años, en el Kimmeridgiense, en lo que hoy es Asia. Monkonosaurus lawulacus fue un dinosaurio acorazado con placas, que medía 5 metros de largo, 1,8 de alto y un peso de 500 kilogramos. El ilion tiene una longitud de 905 milímetros. El sacro consta de cinco vértebras sacras. Las placas son similares a las de Stegosaurus y de su cola y sus omoplatos brotaban largas púas afiladas. Caminaba a cuatro patas y se alimentaba de plantas bajas. Monkonosaurus es el primer dinosaurio encontrado en el Tíbet, en la Formación Loe-ein, en el estado de Monko en el distrito de Qamdo. Conocido por dos vértebras incompletas, sacro y tres placas dorsales. La especie tipo fue formalizada por Zhao en 1983 y revisado por Dong en 1990. El nombre genérico se refiere al condado de Markam, también conocido como Monko. Zhao en ese momento no dio una descripción, lo que significa que el nombre seguía siendo un nomen nudum, ni un nombre específico. Este último se proporcionó en 1986 cuando se nombró la especie tipo Monkonosaurus lawulacus, el epíteto que se refiere a Lawushan, las montañas Lawu. La primera descripción fue proporcionada en 1990 por Dong Zhiming. Aunque lo fragmentario del espécimen hace dudar a muchos sobre la validez del género. El holotipo, IVPP V 6975, se encontró en una capa de la Formación Lura que data de finales del Jurásico, otras fuentes lo ubican en etapas que van del Oxfordiense al Albiense, desde 163 a 100 millones de años. Zhao colocó a Monkonosaurus en la Oligosacralosauroidea. Investigadores posteriores lo consideraron un miembro indeterminado de los Stegosauridae. Monkonosaurus es considerado por varios autores perteneciente a la familia Stegosauridae, estando emparentado con Stegosaurus, dentro de la subfamilia Stegosaurinae.